# 水漾森林
23°35′00″N 120°48′10″E / 23.583240°N 120.802688°E

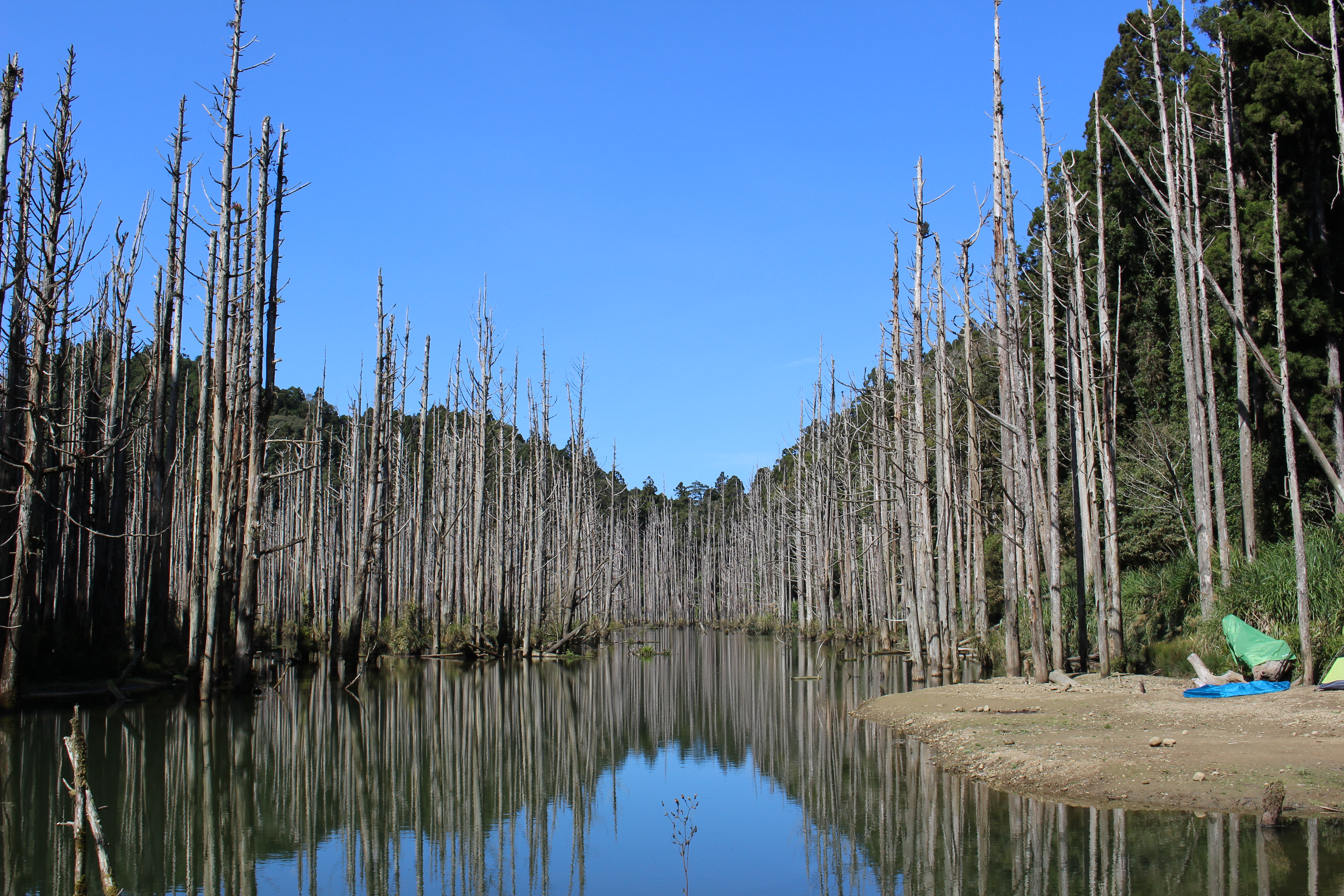
水漾森林

水漾森林，當地稱平溪仔，是台灣嘉義縣阿里山鄉山區的一座堰塞湖。1999年921大地震後，嘉義豐山風景區附近石鼓盤溪上游因河道受阻，形成長約1公里、寛約200公尺的堰塞湖，平均深度為7公尺，最深達16公尺。杉林因長期泡水頹圮枯死，群體的死亡姿態在水中倒映出凋亡之美，因此有了「水漾森林」如夢似幻的名字。
水漾森林海拔雖只一千八百公尺，但進出山徑崎嶇難行，一再發生迷途待援事件。一般都從南投縣竹山鎮杉林溪森林遊樂區的仁亭登山口進入，途經鹿屈山、烏松坑山、溪阿縱走登山口進入嘉義縣阿里山鄉，最後抵達水漾森林。